# Conopophaga melanops
Il mangiamoscerini guancenere o moschiniere guancenere (Conopophaga melanops (Vieillot, 1818)) è un uccello passeriforme della famiglia Conopophagidae.

## Etimologia
Il nome scientifico della specie, melanops, deriva dall'unione delle parole greche μελανος (melanos, "nero") e ωψ (ōps, "faccia"), col significato di "dalla faccia nera", in riferimento alla loro livrea.

## Descrizione

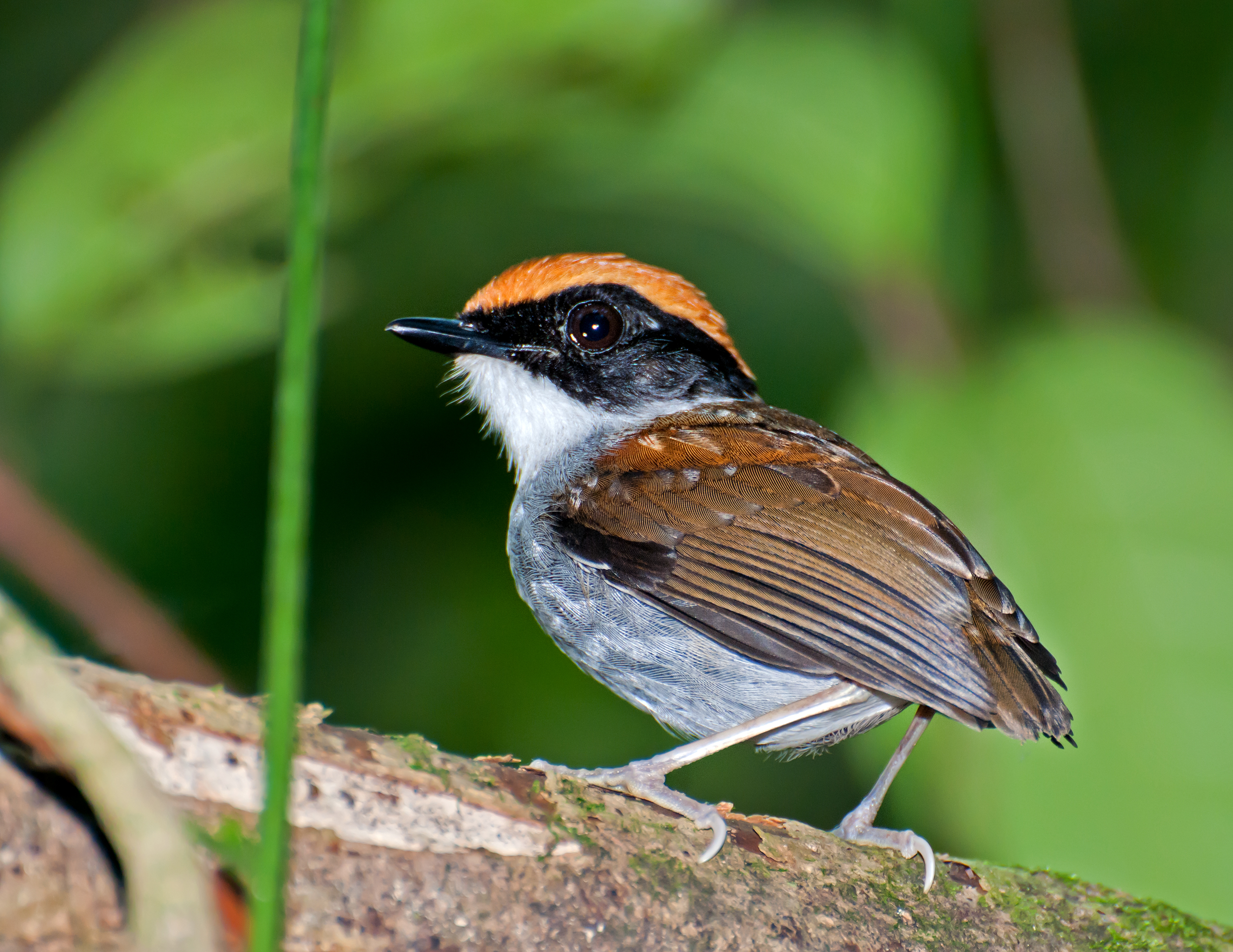
Maschio a Juquiá.

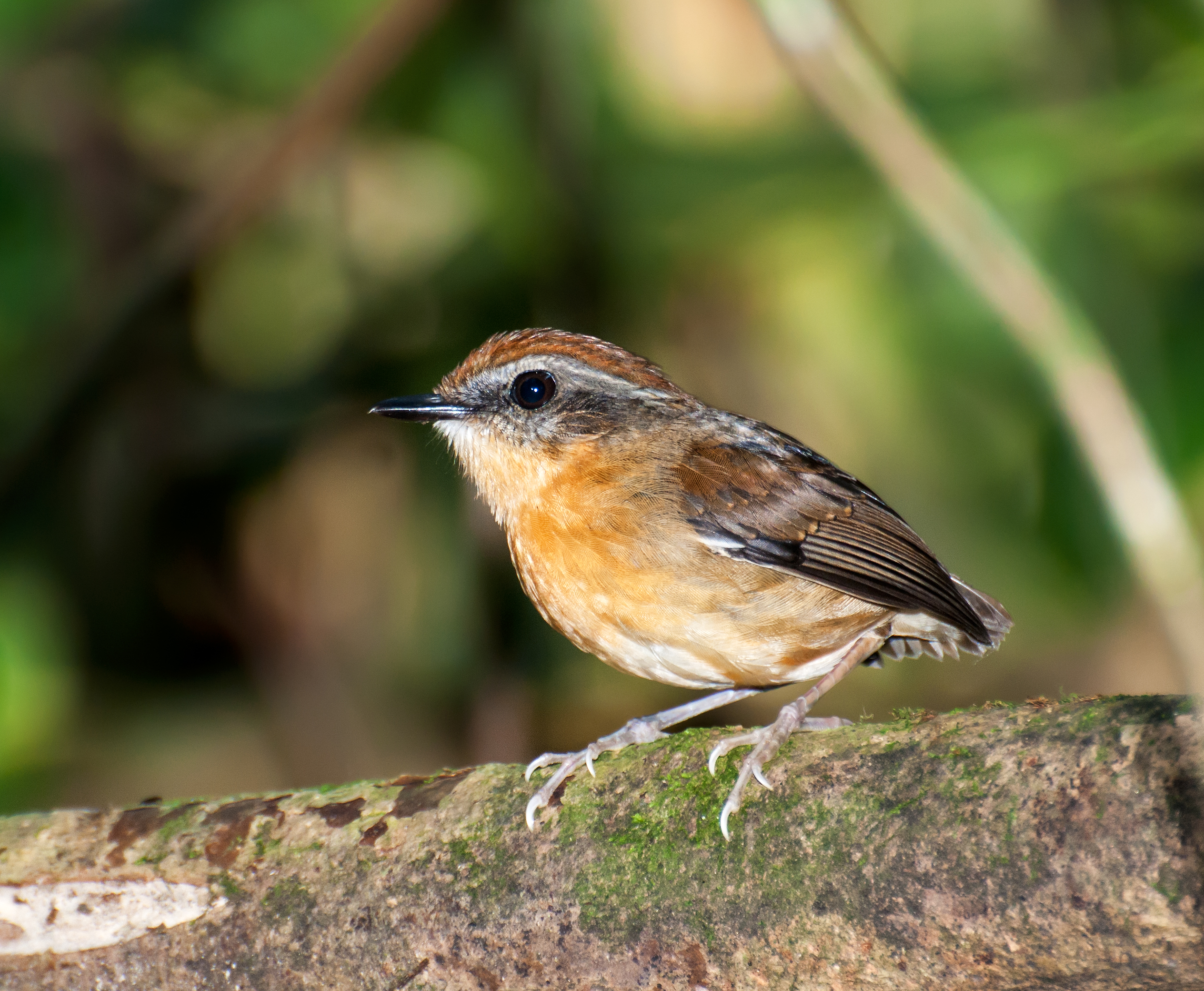
Femmina in Brasile.

### Dimensioni
Misura 10,5-12 cm di lunghezza, per 20,1 g di peso.

### Aspetto
Si tratta di uccelletti dall'aspetto massiccio e paffuto, muniti di grossa testa appiattita che sembra incassata direttamente nel torso, becco conico piuttosto corto e appuntito, ali corte e arrotondate, coda corta e squadrata e forti zampe allungate: nel complesso, questi animali ricordano molto delle pitte, e sono inoltre fra le poche specie di mangiamoscerini a mancare della banda bianca di penne erettili attorno alla nuca.
Il piumaggio presenta dicromatismo sessuale: nei maschi esso è di color arancio su fronte, vertice e nuca, mentre la gola è bianca ed il resto della testa (area fra il lati del becco e l'occhio, tempia, guance) che è di colore nero, come intuibile sia dal nome comune che dal nome scientifico: tale banda tende ad assottigliarsi man mano che da nord si va verso sud. Anche la parte centrale del ventre ed il sottocoda sono di colore bianco, mentre dorso, ali e coda sono di colore bruno, così come bruna è la parte piumata delle zampe, e petto e fianchi sono di color grigio-azzurrino.

Nelle femmine l'area facciale nera tende al grigio-bruno, con presenza di un sopracciglio grigio-biancastro: la gola è bianco-giallina, mentre petto e ventre sono di colore bruno-arancio ed il vertice è di color ruggine.
Sussiste una certa varietà intraspecifica nella livrea, anche a livello individuale oltre che di popolazione: oltre allo spessore della banda facciale nera, possono essere presenti o meno delle macchie più chiare sulle copritrici, ed anche l'estensione e la purezza del bianco ventrale varia da individuo a individuo, non assumendo quindi validità tassonomica.
In ambedue i sessi il becco è nerastro, le zampe sono dello stesso colore (con tendenza a schiarirsi nel giallino, specialmente alla base) e gli occhi sono di colore bruno scuro.

## Biologia

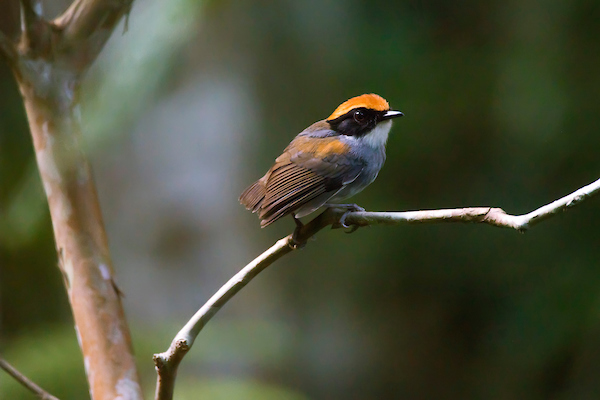
Maschio a Santa Teresa.

Il mangiamoscerini guancenere è un uccelletto dalle abitudini diurne, che vive da solo o in coppie difendendo un territorio di circa tre ettari e passa la maggior parte della propria giornata appollaiato su un ramo in prossimità del suolo, tenendo d'occhio i dintorni in attesa del passaggio di potenziali prede, alla vista delle quali questi uccelli s'involano velocemente per ragigungerle e ghermirle col becco, salvo poi fare rapidamente ritorno al proprio posatoio (la loro sosta al suolo difficilmente dura più di un paio di secondi) ed attendere nuovamente il passaggio di un'altra preda, pronti a nascondersi nel folto della vegetazione al minimo cenno di pericolo.
Il richiamo di questi uccelli consiste in aspri e acuti squittii (1,5-3,5 kHz), ripetuti a intervalli di pochi secondi gli uni dagli altri.

### Alimentazione

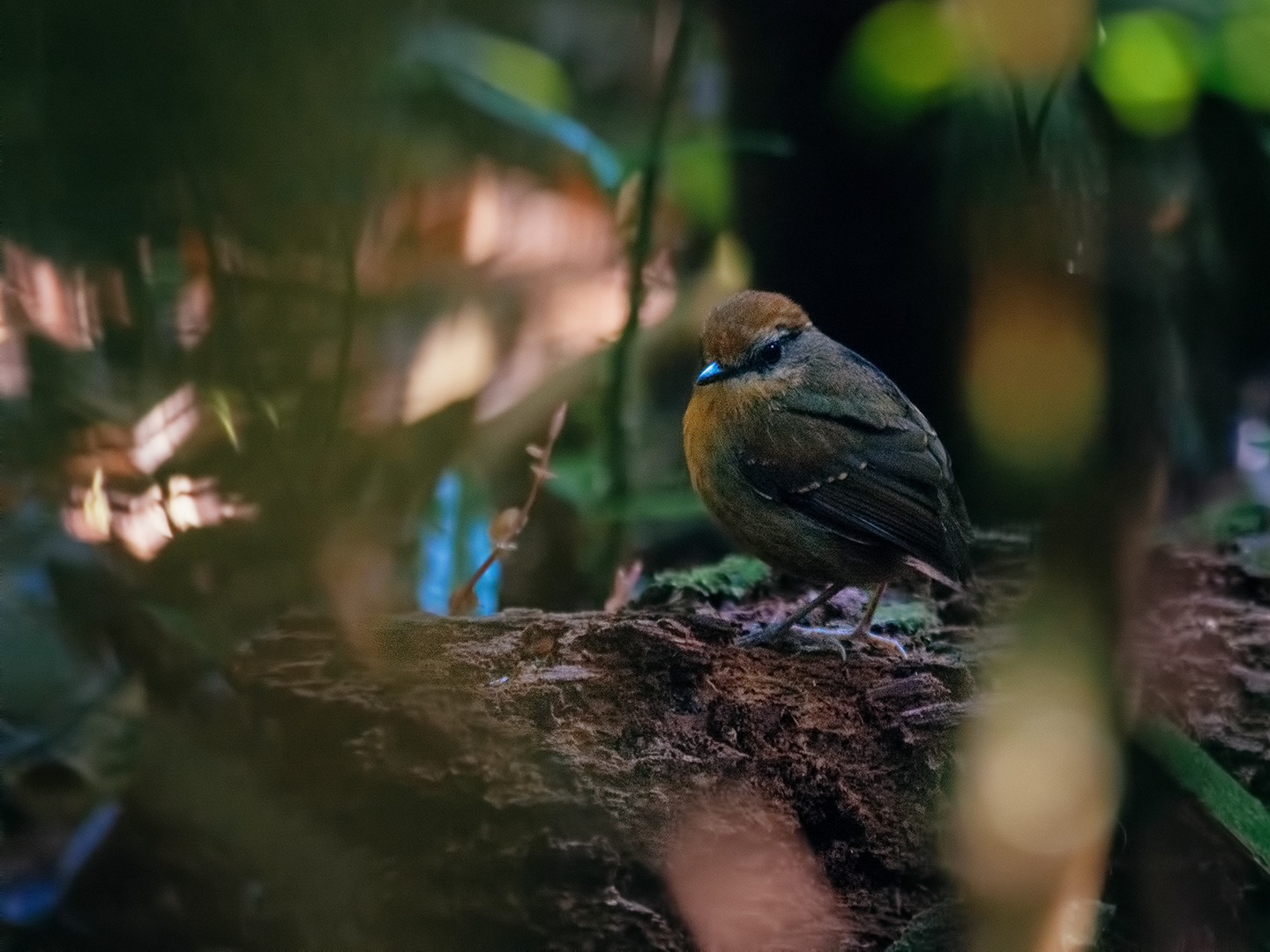
Femmina al suolo a Tapiraí.

La dieta di questi uccelli è per la stragrande maggioranza Insettivora, componendosi di piccoli insetti ed altri artropodi e invertebrati reperiti al suolo o fra i rami bassi di alberi e cespugli.

### Riproduzione
La stagione riproduttiva comprende i mesi di ottobre e novembre: si tratta di uccelli monogami, nei quali i due sessi collaborano nelle varie fasi della riproduzione.
La femmina costruisce un nigo voluminoso e grossolano a forma di coppa a circa mezzo metro d'altezza nel folto di un cespuglio, intrecciando rametti e fibre vegetali: al suo interno, essa depone solitamente due uova, che cova alternandosi col maschio per circa due settimane, al termine delle quali schiudono pulli ciechi ed implumi.

I nidiacei vengono accuditi ed imbeccati da entrambi i genitori: essi sono pronti per l'involo a circa tre settimane di vita, tuttavia continuano a rimanere presso il nido (seguendo i genitori nei loro spostamenti e chiedendo loro, sebbene sempre più sporadicamente, l'imbeccata) ancora per altre tre settimane, prima di allontanarsene in maniera definitiva e disperdersi.

## Distribuzione e habitat

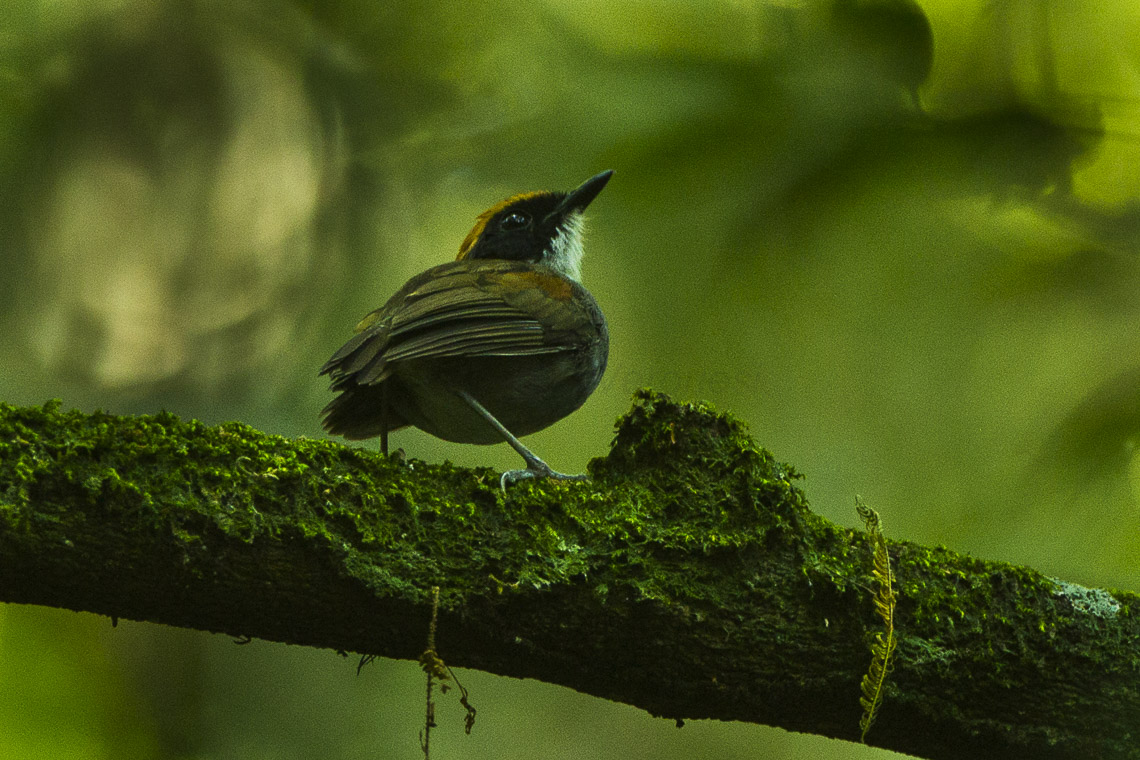
Maschio in natura.

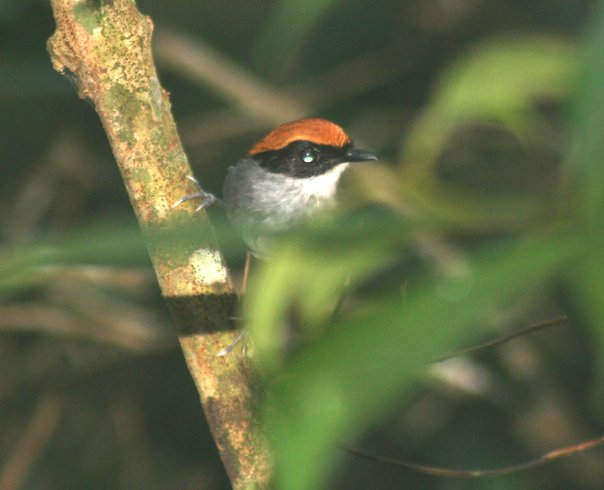
Maschio in natura.

Il mangiamoscerini guancenere è endemico del Brasile, del quale occupa la fascia costiera atlantica, essendo diffuso in un areale che va dal Paraíba (con una popolazione anche nell'estremità sud-orientale del Rio Grande do Norte) all'area centro-orientale dello stato di Santa Catarina.
L'habitat di questi uccelli è rappresentato dalla foresta atlantica, con preferenza, quando possibile, per le aree di foresta ripariale primaria nelle vallate, con presenza di vaste zone ombreggiate ed abbondanza di sottobosco, licheni ed epifite.

## Tassonomia
Se ne riconoscono tre sottospecie:
- Conopophaga melanops perspicillata (Lichtenstein, 1823) - diffusa nel Bahia e nel Sergipe;
- Conopophaga melanops melanops (Vieillot, 1818) - la sottospecie nominale, diffusa nella porzione meridionale dell'areale occupato dalla specie (a sud dell'Espírito Santo);
- Conopophaga melanops nigrifrons Pinto, 1954 - diffusa nella porzione settentrionale dell'areale occupato dalla specie (a nord dell'Alagoas;

La tassonomia interna della specie è ancora poco chiara ed andrebbe aggiornata, soprattutto in relazione all'alta variabilità intraspecifica nella colorazione del piumaggio, che rende vani i criteri fenetici utilizzati in passato per la suddivisione in sottospecie: alcuni autori metterebbero in discussione la validità della sottospecie perspicillata.